# انتری که لوطیش مرده بود
انتری که لوطی‌اش مرده بود عنوان کتابی از صادق چوبک است که شامل سه داستان و یک نمایشنامه به نام‌های: «چرا دریا توفانی شده بود»، «قفس» و «انتری که لوطی‌اش مرده بود» به همراه نمایش «توپ لاستیکی» است. نشر جاویدان این مجموعه را در سال ۱۳۲۸ به چاپ رساند و تا سال ۵۷ به چاپ هفتم رسید. پس از انقلاب در سال ۸۳ مجموعه داستان‌های چوبک به نام انتری که لوطی اش مرده بود با حذف داستان چرا دریا طوفانی شد و نمایش توپ لاستیکی توسط نشر نگاه به چاپ رسید. این مجموعه انتخاب کاوه گوهرین شامل سال شمار زندگی و ۱۷ داستان کوتاه و مجمعه عکسی از اوست.
داستان «انتری که لوطیش مرده بود» ظاهر داستان ماجرای انتری است که لوطیش مرده و او زنجیر خود را پاره کرده و از قید اسارت او آزاد شده است. اما این آزادی هیچ دردی از او دوا نمی‌کند. حیران و سرگردان به این سوی و آن سوی رو می‌آورد، هیچ راه نجاتی نمی‌یابد و سرانجام در همین سرگشتگی گم می‌شود. این ظاهر داستان است. اما ماهیتی تمثیلی دارد و اشاره‌ای است به سرنوشت انسان روشنفکری که زنجیر اسارت ایدئولوژی‌ها و سنت‌های اجتماعی را پاره کرده، از محدودیتی که آن‌ها برایش ایجاد کرده بودند آزاد شده، اما این آزادی بهره‌ای برایش ندارد و نمی‌تواند او را به راز هستی رهنمون شود. این داستان از نگاه این میمون و با نگاه توده‌ای و با زبان مردم طبیعی کوچه و بازار نوشته شده است.
با اقتباس از این داستان تئاتری ساخته شده است.